# Глогувецький замок
Замок Опперсдорфів у Глогувку (пол. Zamek Oppersdorffów w Głogówku) — давня князівська та лицарська резиденція, довголітня садиба родини Опперсдорфів, що розташована у місті Глогувек Опольського воєводства в Польщі. Замок було побудовано у стилі маньєризму та бароко, він є цінним зразком житлової та оборонної архітектури у Верхній Сілезії. 

## Історія
Виникнення замку в Глогувку ймовірно припадає на межу XIII—XIV століть. Імовірно, що його будівництво було ініційоване князем опольсько-ратиборським князем Владиславом I. Замок належав опольським князям з часів правління Болеслава I аж до 1532 року, коли після смерті князя Яна II Доброго згасла лінія Опольських П'ястів. 
Місто і замок на короткий період перейшли у володіння родини Зедліц. У 1561 році, внаслідок шлюбу Крістіни фон Зедліц з Гансом Опперсдорфом, замок перейшов у власність родини Опперсдорфів, які володіли ним аж до 1945 року. В XVI столітті було здійснено перебудову замку: спочатку після 1561 року було розібрано готичний замок із житловою вежею, а у 1561—1571 роках Ганс Опперсдорф спорудив будівлю з трьох крил та каплицю, що утворює серцевину верхнього замку, у 1584—1606 роках було розбудовано верхній замок, серед іншого шляхом добудови наріжних веж. Після 1606 року було знесено  підзамче та споруджено на його місці нижній замок, разом з репрезентаційною брамою та господарськими будівлями. Незважаючи на окупацію Глогувка шведською армією під час Тридцятилітньої війни, будівельні роботи не було закинуто, більше того, Георг III заснував бібліотеку, яка згодом вважалася однією з найбільших у Верхній Сілезії. Останнім етапом розбудови замку стало спорудження нової барокової каплиці. 
Під Шведського потопу, у замку протягом двох місяців у 1655 році проживав польський король Ян II Казимир з дружиною Марією та придворними. У замку організовувалися міжнародні союзи проти шведів та зустрічі з військовими прихильниками короля. Одним із придворних, що зупинявся у замку, був поет Ян Анджей Морштин. 
Після бездітної смерті Франциска Еусебіуса II у 1714 році згасла верхньосілезька лінія родини Опперсдорфів, і Глогувек разом із замком ненадовго опинився під опікою моравської лінії, а згодом перейшов у володіння Владислава Франціска з чеської лінії Опперсдорфів. У першій половині XVIII століття було виконано декор каплиці та додано портали. Кінець розквіту замку наступив внаслідок пожежі у 1800 році.Відтоді, аж до 1848 року, будівля була частково зруйнованою. У 1806 році тут гостював Людвіг ван Бетховен, який втік до Глогувка від військ Наполеона. На знак подяки за гостинність тодішньому власнику замку — Франциску Йоахіму Опперсдорфу,   німецький композитор присвятив йому свою четверту симфонію B-dur, Op. 60. Клавесин, на якому грав Бетховен, зараз виставлений у музеї замку в Пщині. У 1849 році замок було відбудовано, при цьому частину будівель було споруджено в англійському неоготичному стилі. 
Останнім власником замку, перед Другою світовою війною, був Вільгельм Карл Ганс фон Опперсдорф. У 1945 році, із наближенням Червоної армії, він втік до західної Німеччини. Замок після війни став власністю гміни. Незважаючи на пристосування частини замку на потреби молодіжної туристичної бази, регіонального музею, галереї картин Яна Цибіса та будинку культури, а також здійснення косметичних ремонтних робіт, замок все ще потребує ґрунтовної консервації. У 2005 році його продали приватному інвестору, але вже у 2013 році той знову повернув його гміні. 

## Архітектура
Замок складається з двох з'єднаних одна з одною частин (з північної сторони) — верхнього і нижнього замку; обидва мають три крила будівель, які утворюють у плані фігуру, схожу на латинську літеру "U". Будівлі не є симетричними; весь замковий комплекс має неправильне просторове розташування з відкритим замковим двором. У своєму теперішньому вигляді замок має як оборонні, так і житлові архітектурні риси. Оборонний характер підтверджується розташуванням замку, його інтеграцією з міськими укріпленнями, висунутими поза зовнішні фасади вежами та монументальними контрфорсами. До рис житлової архітектури замку належать просторове розташування та форма фасадів, які частково прикрашені архітектурними декораціями та різьбленнями. 

## Світлини

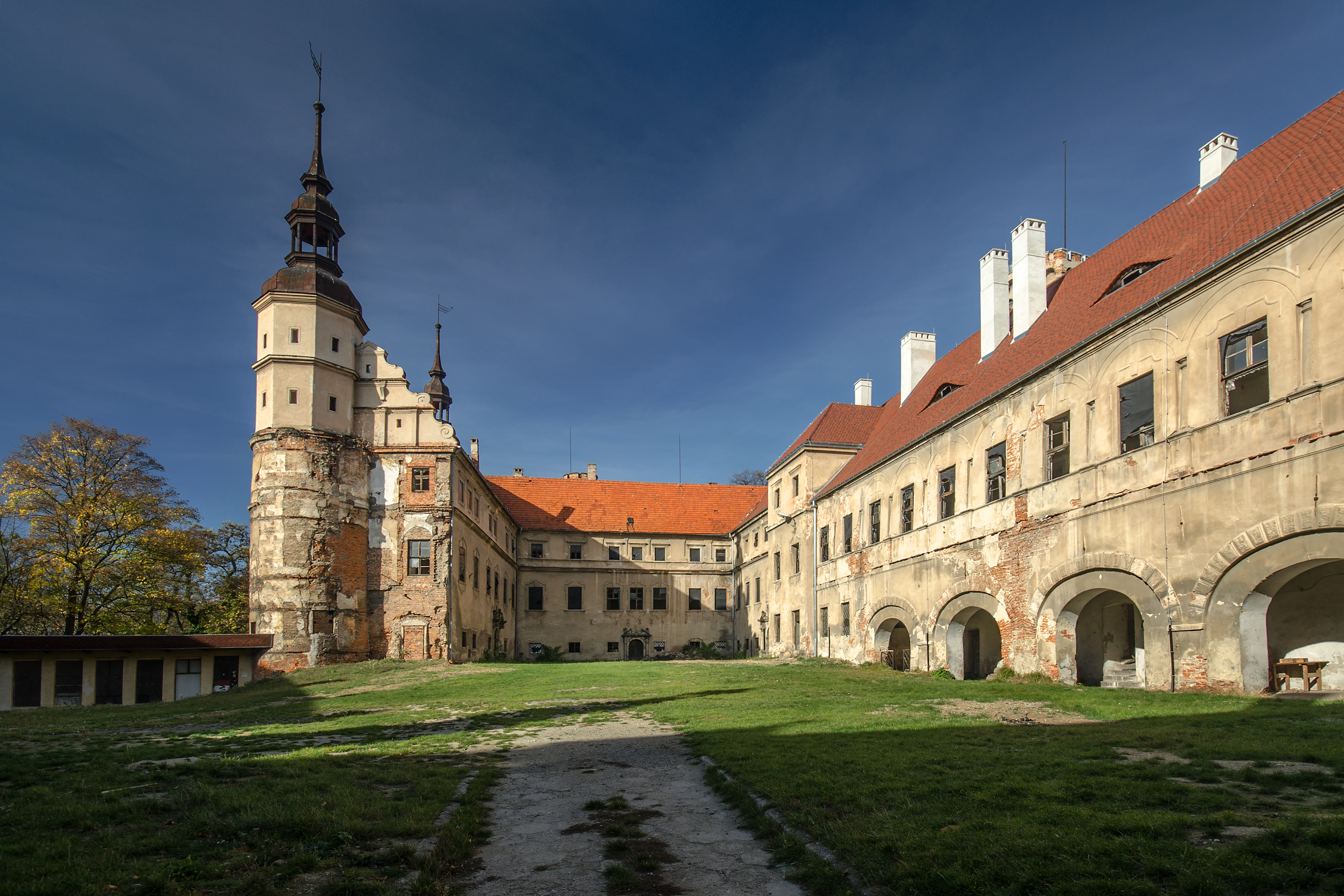
Замковий двір
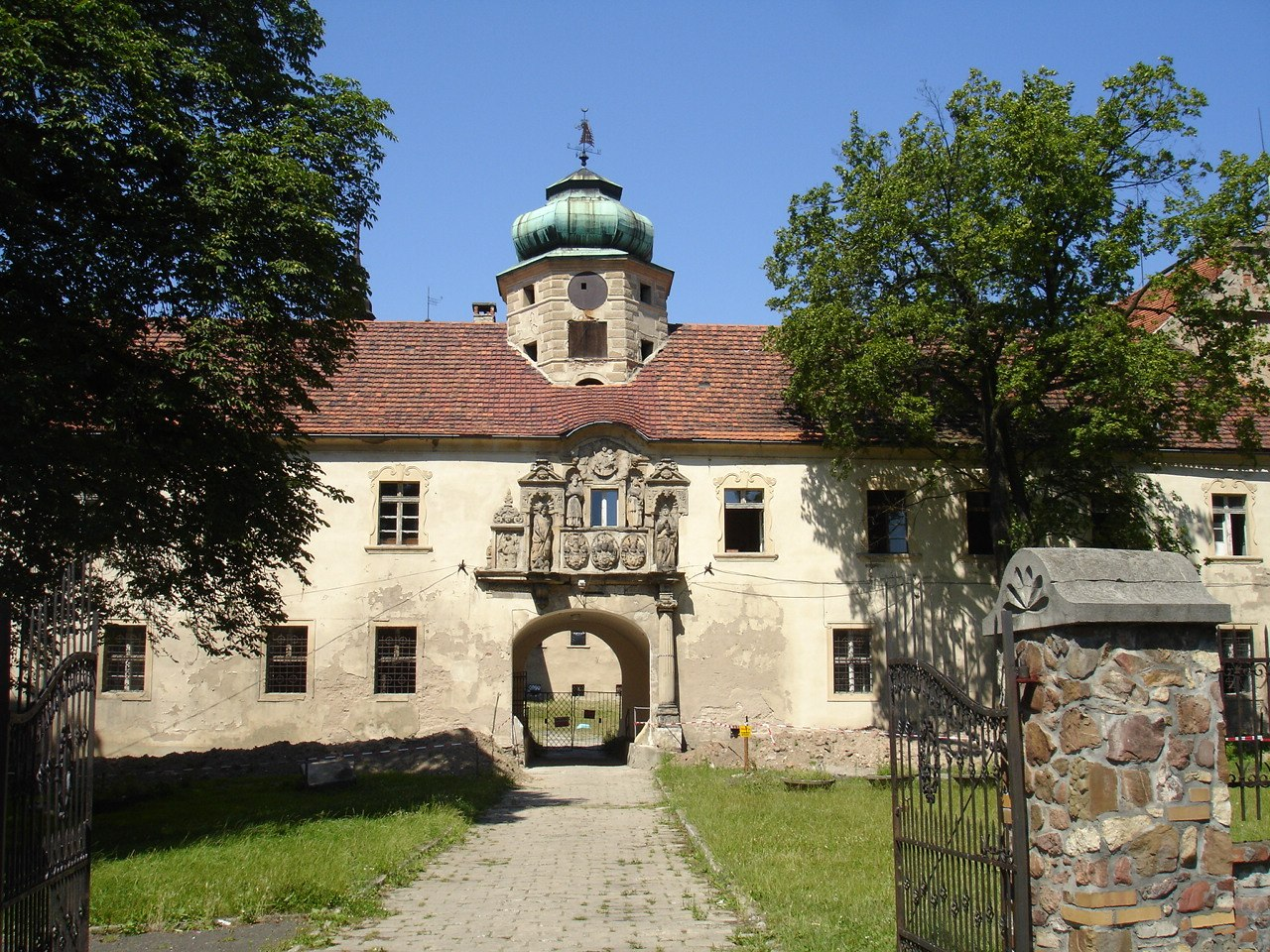
Головний вхід до замку
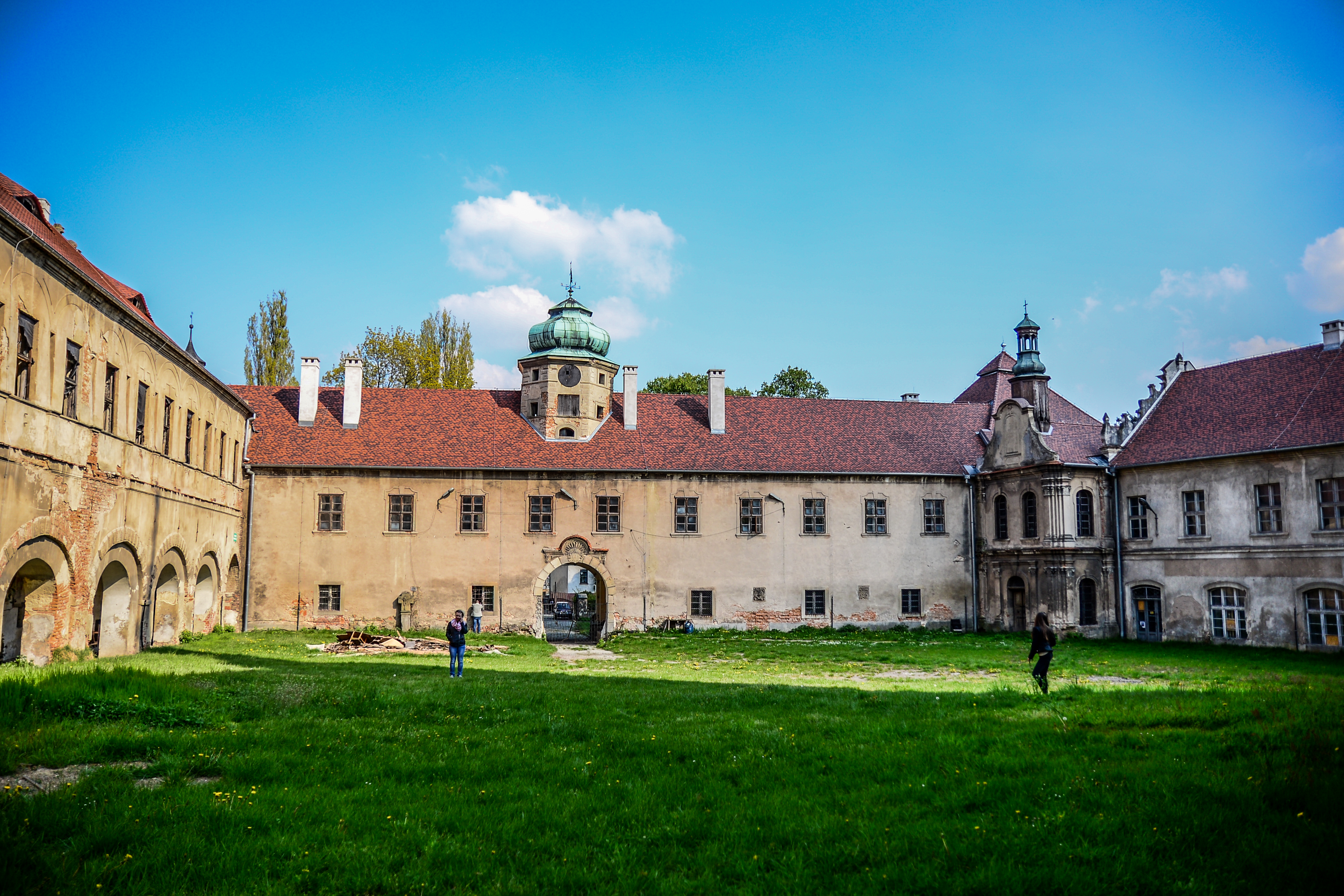
Замковий двір
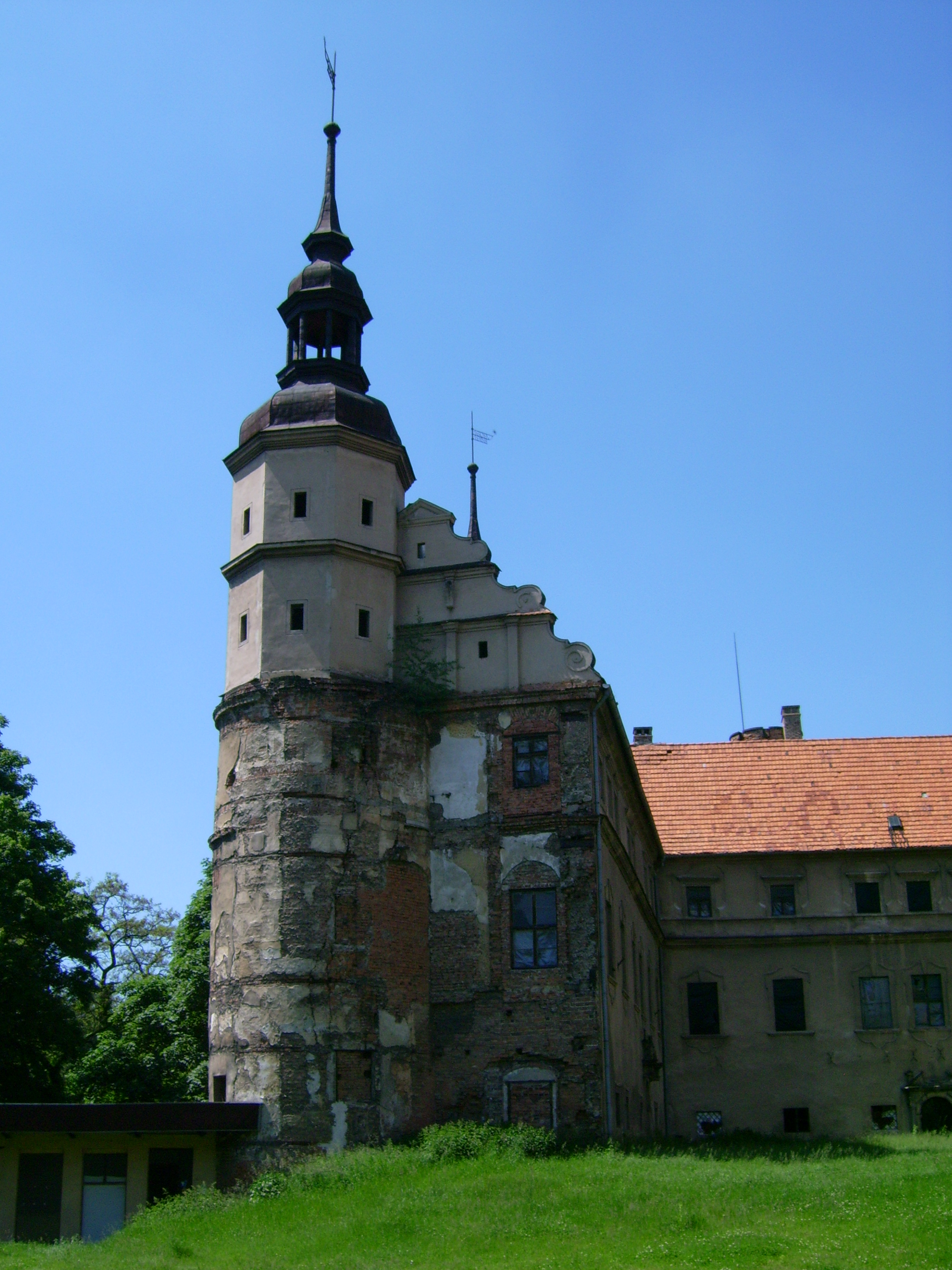
Одна з веж замку та каплиця
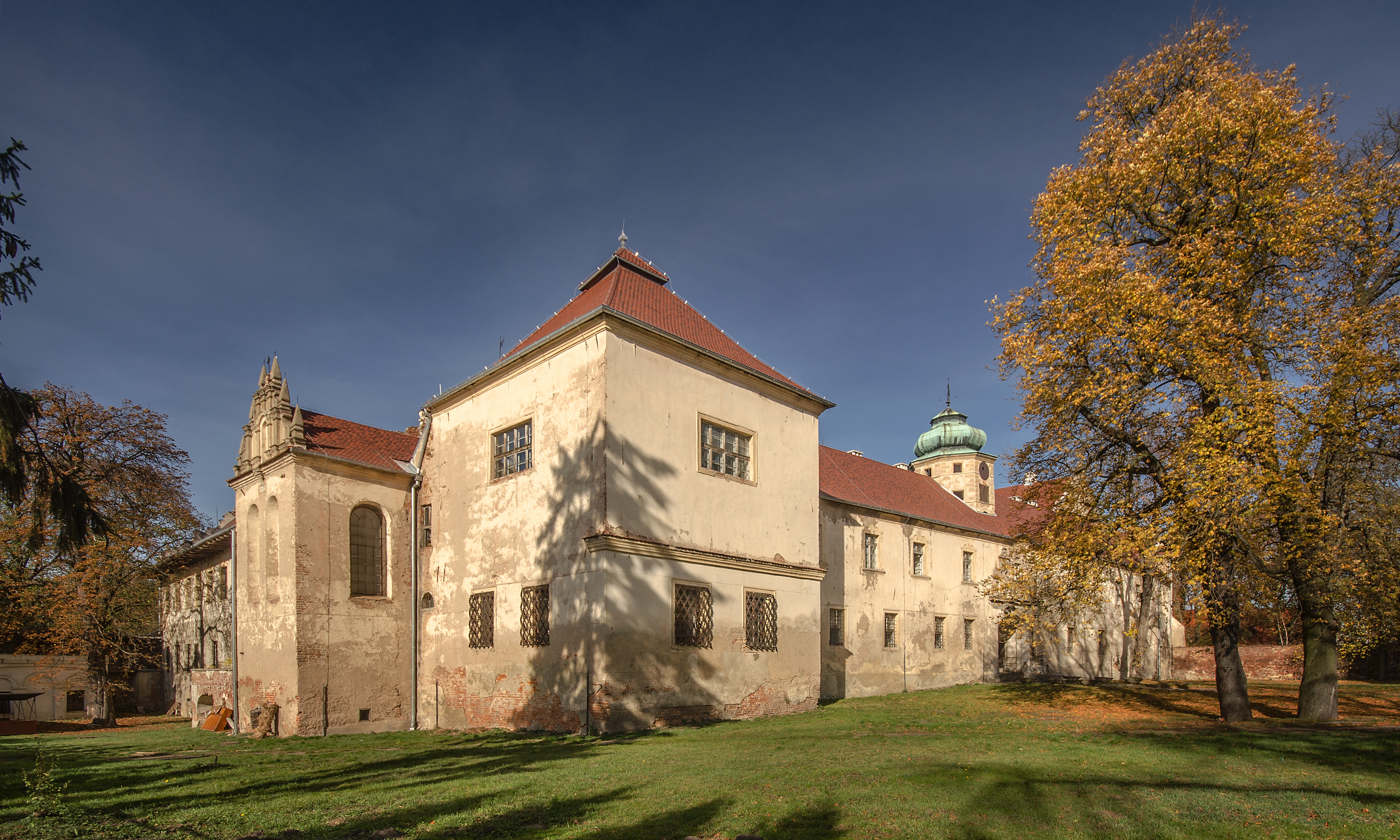
Вигляд замку
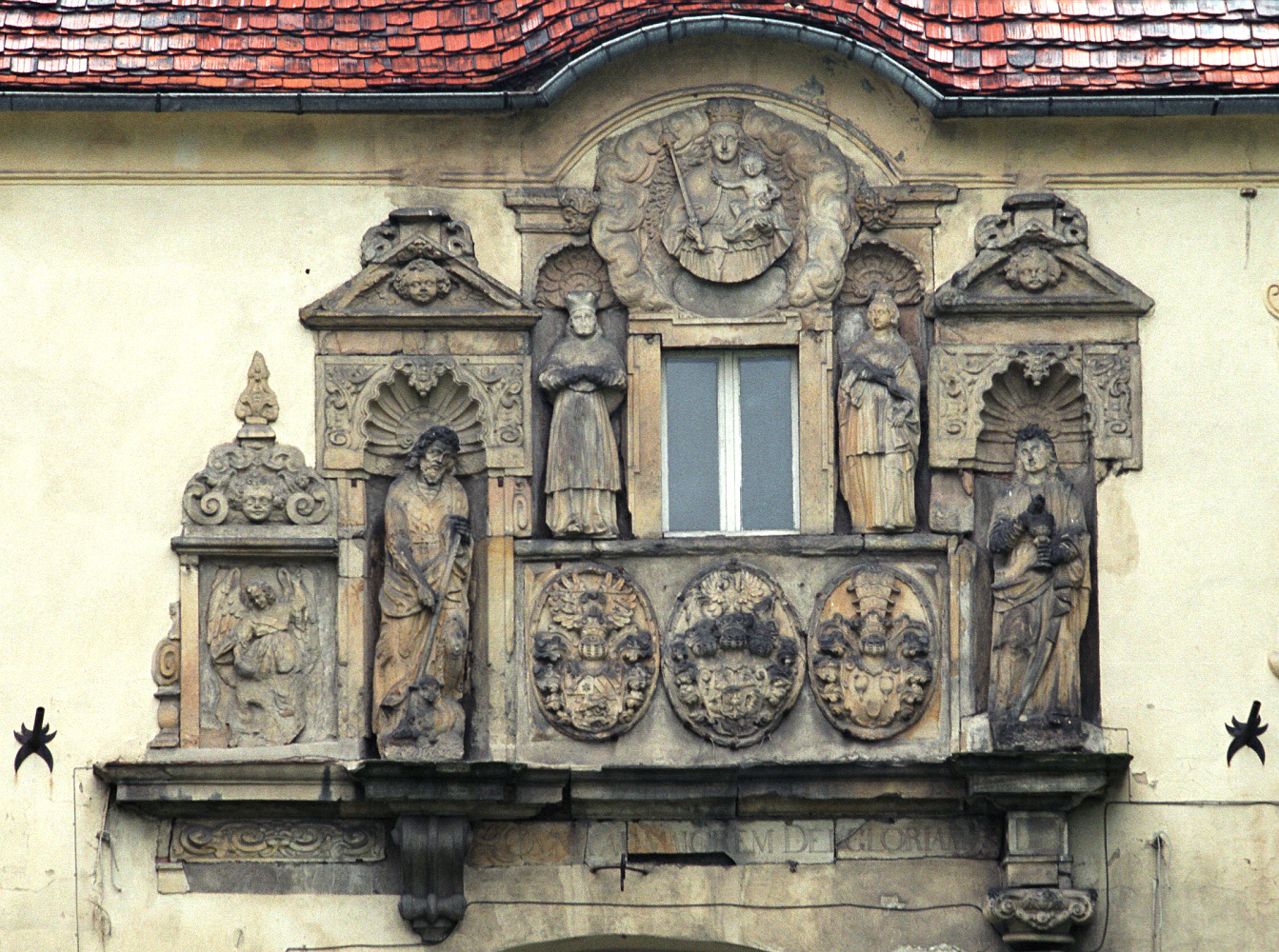
Декорація вхідного фасаду